# منتخب الهند للكريكت
منتخب الهند الوطني للكريكت ويسمى أيضاً فريق الهند و هو المنتخب الذي يمثل الهند في المنافسات الدولية لرياضة الكريكت، والذي يقوم إتحاد الهند للكريكت بإدارة شؤونه، يعتبر من أقوى منتخبات الكريكت في العالم حيث تمكن من الفوز بكأس العالم للكريكيت مرتين. ويحتل حالياً المركز الثاني في التصنيف العالمي للكريكت.
ظهور الكريكت في الهند بدأ منذ القرن ال18 عن طريق الملاحين الأوروبيين الذين زاروا الهند، وتم تأسيس أول نادي رياضي للكريكت في الهند في سنة 1792 في مدينة كالكوتا، بينما لعب منتخب الهند أول مباراة رسمية دولية في سنة 1932 ضد منتخب إنجلترا الوطني للكريكت وكان سادس منتخب وطني يتم تأسيسه، في أول 50 كان منتخب الهند من أضعف المنتخبات، لكن مع بداية عقد 1970 وظهور لاعبين عالميين عند الهند مثل سونيل غافانكار و غوندابا فيسواناث و كابيل ديف، فأصبح منتخب الهند من أقوى منتخبات العالم. في سنة 2011 تمكن منتخب الهند من الفوز بكأس العالم للكريكت وأصبح بذلك ثالث منتخب بعد منتخب أستراليا الوطني للكريكت و منتخب جزر الهند الغربية للكريكت يفوز بكأس العالم لأكثر من مرة، وأصبح منتخب الهند أول منتخب يفوز بكأس العالم داخل أرضه.

## التاريخ
إنتشرت رياضة الكريكت عن طريق البريطانيين في الهند في بداية القرن الثامن عشر، وأول مباراة كريكت تم لعبها في الهند كانت في سنة 1721،  وفي سنة 1848 قام شعب البارسي بإنشاء أول نادي رياضي للكريكت في بومباي وكان اسمه نادي المشرق للكريكت Oriental Cricket Club وقد العديد من الفرق الأوروبية ضد هذا الفريق حيث كان يضم الفريق لاعبين من مختلف الديانات في الهند من البارسيين والسيخ و الهندوس والمسلمين  ، في بداية عقد 1900 بدأت عدة فرق هندية تلعب ضد منتخب إنجلترا الوطني للكريكت وإنتهت كلها بفوز منتخب إنجلترا، لعبت الهند أول مباراة رسمية لها في الكريكت في سنة 1932 ضد منتخب إنجلترا في لندن وإنتهت بفوز إنجلترا. وفي سنة 1933 لعبت أول مباراة رسمية داخل الهند في مدينة بومباي ضد منتخب إنجلترا أيضاً وبعد ذلك لعبت مباريات لاحقة في مدن أخرى في الهند مثل كالكوتا و مدراس وإنتهت كلها بفوز إنجلترا. بعد نهاية الحرب العالمية الثانية وقرب استقلال الهند، لعبت الهند ضد منتخب أستراليا الوطني للكريكت في نهاية سنة 1947 وكانت تلك أول مباراة رسمية دولية يخوضها المنتخب ضد منتخب أخر ما عدا منتخب إنجلترا وبعدها لعبت الهند سلسلة من 4 مباريات ضد أستراليا وإنتهت كلها بفوز أستراليا. وثم في سنة 1948 بدأت الهند بلعب سلسلة مباريات أخرى منتخب جزر الهند الغربية للكريكت وإنتهت كلها بخسارة الهند وفوز الهند الغربية.
أول انتصار للهند كان في سنة 1952 ضد منتخب إنجلترا الوطني للكريكت في مدراس  وفي نفس السنة حققت الهند انتصار آخر على منتخب باكستان الوطني للكريكت  وفي عقد 1950 حقق المنتخب فوزين آخرين ضد منتخب إنجلترا و منتخب نيوزيلندا الوطني للكريكت.